# Sacarasa
La sacarasa,  conocida también como invertasa, es una enzima que convierte la sacarosa (azúcar común) en glucosa y fructosa. Está presente en el intestino delgado, en el borde del cepillo de las vellosidades intestinales.
La enzima sucrasa invertasa, presente preferentemente en la fisiología de las plantas, también hidroliza la sacarosa, pero mediante un mecanismo diferente.
La ausencia de sacarasa provoca una enfermedad denominada intolerancia a la sacarosa, de difícil diagnóstico, muchas veces se confunde con la intolerancia a la lactosa.
Pertenece a la familia de las disacaridasas, que son las enzimas que se encargan de romper los disacáridos en los monosacáridos que los forman.